# عوالق نباتية

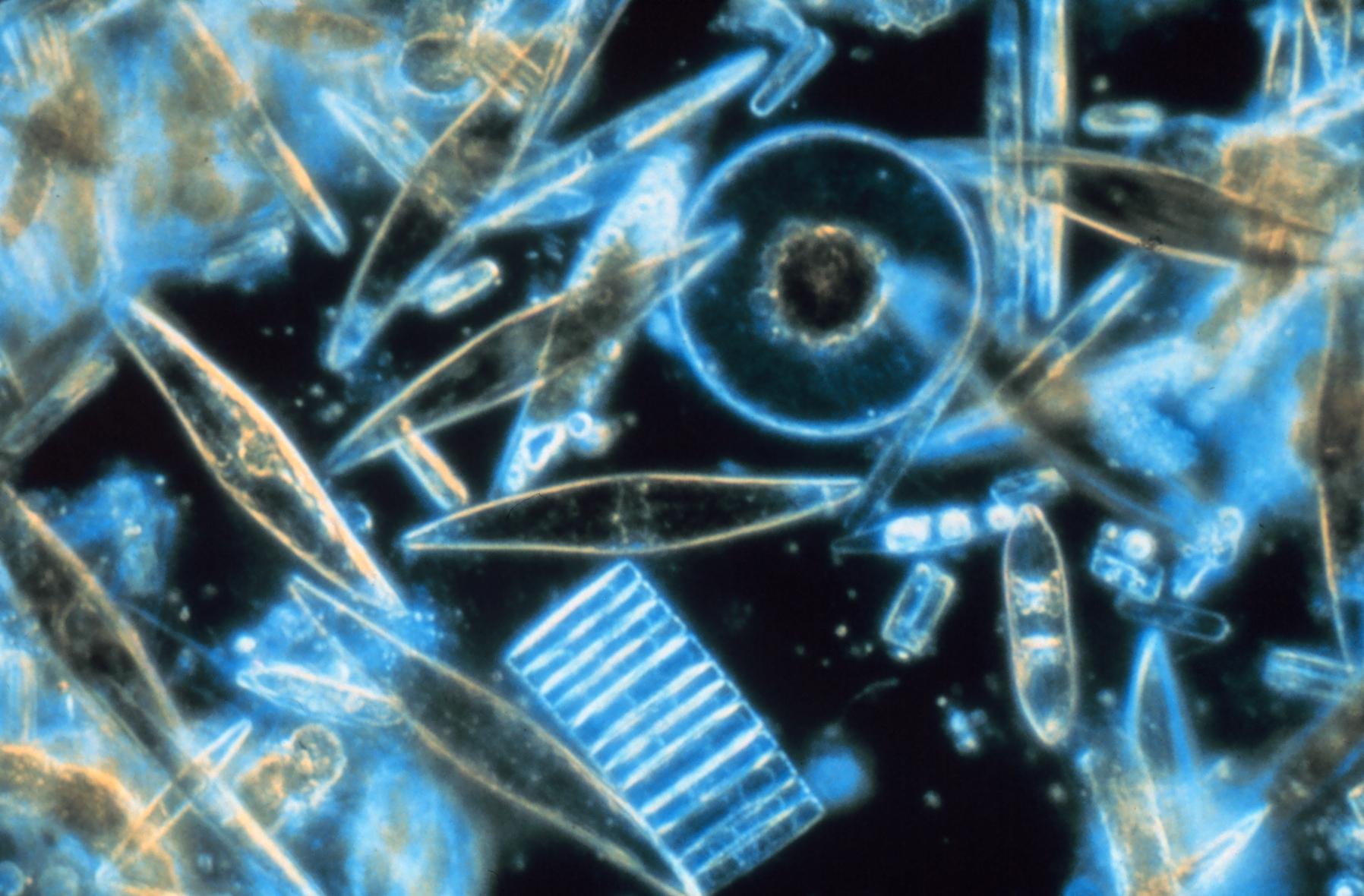
الدياتومات هي واحدة من أكثر أنواع العوالق النباتية شيوعًا.

العوالق النباتية (بالإنجليزية: Phytoplankton)‏ هو كائن ذاتي التغذية ضمن مجتمع البلانكتون. والاسم مكون من الكلمتين الإغريقيتين فَيتون وتعني "النبات"، وكلمة πλαγκτος («بلانكتوس») وتعني «المتجول» أو «المنجرف». معظم العوالق النباتية صغيرة جدًا في الحجم، بحيث لا يمكن رؤيتها منفردًا بعين مجردة. وبالرغم من ذلك، عند تجمعها بكميات كبيرة بدرجة كافية، يمكن أن تظهر على شكل لون أخضر طافٍ على المياه وذلك لوجود مادة اليخضور بداخل خلاياها (بالرغم من أن اللون الفعلي قد يختلف باختلاف فصيلة العوالق النباتية، بسبب اختلاف مستويات الكلوروفيل أو وجود أصباغ مساعدة مثل الفيكوبيليبروتين، أو الكزانتوفيل، إلخ).

## أنواع
العوالق النباتية متنوعة للغاية وهذا تنوع يحتوي على مجموعة من البكتيريا الزرقاء والدياتومات والطحالب خضراء وغيرها ممن تقوم بعملية التمثيل الضوئي.

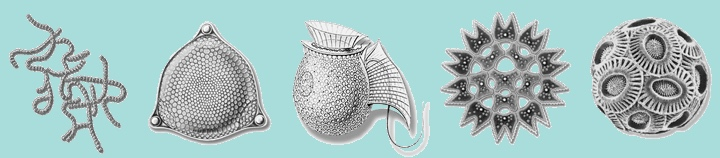
بذيرات جيرية
طحالب خضراء
سوطيات دوارة
دياتوم
بكتيريا زرقاء
(الرسومات لا تعتمد على المقاييس الحقيقية)

## انظر ايضاً
- علم العوالق